# Vivian Schmitt
Vivian Schmitt (Bydgoszcz, 31 maart 1978) is een Duitse pornoactrice en model.
Schmitt groeide op in Berlijn en begon haar loopbaan in de porno-industrie onder de naam Anna B. In 2004 veranderde ze haar naam in Vivian Schmitt en in hetzelfde jaar won zij de prijs voor Best New Starlet tijdens de Venus Berlin. Naast haar werk als pornoactrice staat Vivian Schmitt regelmatig model op de covers van diverse glossy's zoals Maxim en Praline. Als pornoactrice staat ze sinds 2004 bij producent Videorama exclusief onder contract.
In 2005 won zij als 'beste Duitse pornoactrice' de voor de eerste maal uitgereikte Eroticline Award (voorheen Venus Award).

## Prijzen
- Venus Award 2004 - Beste nakomeling-actrice
- Eroticline Award 2005 - Beste Duitse actrice
- Eroticline Award 2006 - Beste Duitse actrice
- Eroticline Award 2007 - Beste Live-Performance

## Films

### Pornofilms
- 2004: Pure Lust
- 2004: Tierisch Heiss
- 2004: Exzessives Wochenende
- 2004: Blonde Sünde
- 2005: Gierige Lippen
- 2005: Unersättlich
- 2005: Ein Schwanz ist mir nicht genug
- 2005: Extreme Begierde
- 2006: Von Lust getrieben
- 2006: Der Hacker
- 2006: Schwanz Fieber
- 2006: Feuchte Träume
- 2006: Eingelocht
- 2006: Heisse Ware
- 2007: Fickfieber
- 2007: Männerträume
- 2007: Im Haus der Lust
- 2007: Ladies Night
- 2007: Jetzt wird's hart

### 120 minuten special (ook porno)
- 2005: Geil ohne Grenzen
- 2005: Ekstase ohne Ende

### Specials (ook porno)
- Das bin ich (1)
- Das bin ich (2)
- Das bin ich (3)